# Latille Waterfalls
Die Latille Waterfalls sind ein kleiner Wasserfall auf der Karibikinsel St. Lucia. Wie andere der Wasserfälle auf St. Lucia befindet sich der Wasserfall in einer Gartenanlage: Latille Waterfall and Gardens.
Der Wasserfall befindet sich im Osten der Insel in der Gemeinde Micoud (St. Lucia), nicht weit von der Küste entfernt. Er fällt aus ca. 6 m Höhe über einen Absatz im vulkanischen Gestein.
Die Gartenanlage kann gegen Eintritt besichtigt werden und es gibt ein kleines Café.
Der Bach, der die Fälle speist, ist ein Zufluss zum Vollet River.